# Erlenbach (Igersheim)
Erlenbach ist ein Wohnplatz bei Igersheim im Main-Tauber-Kreis im fränkisch geprägten Nordosten Baden-Württembergs.

## Geographie
Der Wohnplatz Erlenbach liegt im gleichnamigen Erlenbachtal zwischen Igersheim und Bad Mergentheim.

## Geschichte
Im Jahre 1880 erbaute ein in Mergentheim lebender Schotte vor Ort ein Anwesen im englischen Landhausstil. Dieses wechselte in der Folge mehrfach den Besitzer. Im Jahre 1952 wurde am Wohnplatz das Kurheim Sonnenberg erstellt, das seit 1962 als Kurpension für Ordensschwestern dient.

## Kulturdenkmale
Kulturdenkmale in der Nähe des Wohnplatzes sind in der Liste der Kulturdenkmale in Igersheim verzeichnet.

## Verkehr
Der Wohnplatz ist aus Igersheim über die Erlenbachtalstraße und aus Bad Mergentheim über den Erlenbachweg zu erreichen.